# Salas de los Barrios
Salas de los Barrios es una localidad del municipio de Ponferrada, situado en El Bierzo, en la provincia de León (España).
Declarado Bien de Interés Cultural con categoría de Conjunto Histórico en noviembre de 2014, junto con los cercanas localidades de Lombillo de los Barrios y Villar de los Barrios.
Hasta los años 70 del pasado siglo, albergó la casa consistorial del municipio conocido como Los Barrios de Salas, que además de las dos localidades antes mencionadas, comprendía un amplio territorio con otras localidades como San Cristóbal de Valdueza, y que según consta en el INE llegó a tener 2.222 habitantes en 1887, aunque en 1970 había disminuido hasta los 1.496.

## Situación
Está situado al sureste de Ponferrada. Las coordenadas de la que fue su casa consistorial son 42°30′53″ N y 6°33′0″ O a 635 m sobre el nivel del mar.
Desde Ponferrada se accede a Salas de los Barrios, saliendo por el nuevo Puente Boeza, donde se inicia la carretera LE-5204 (Ponferrada a Campo de Las Danzas por San Esteban de Valdueza), con desvío a la izquierda a unos 200 m hacia la LE-5228 (de Ponferrada a Corporales por Salas de Los Barrios). En el km 3,900 de la LE-5228 se encuentra el desvío a la izquierda a la LE-5247 que es el acceso norte a Salas de los Barrios. Las primeras casas se encuentra a 500 m por esta carretera.
También es posible acceder a Salas de Los Barrios por su zona sur, si se continua por la LE-5228, pasando por las primeras casas de Villar de Los Barrios. El recorrido es algo más largo, con las primeras casas en el kilómetro 5
de dicha carretera.
Igualmente, es posible acceder desde Lombillo de los Barrios, por el camino rural asfaltado que pasa por la iglesia de San Martín o desde Corporales, por la LE-5228.

## Demografía
| Gráfica de evolución demográfica de Los Barrios de Salas entre 1842 y 1970 |
| |
| Población de derecho según los censos de población del INE Población de hecho según los censos de población del INE Entre el censo de 1981 y el anterior este municipio desaparece porque se integra en Ponferrada |

Según los datos del INE, en 2017 Salas de los Barrios tenía 76 habitantes, de los cuales 35 eran hombres y 41 mujeres.

## Cultura
Salas de los Barrios es una de las localidades bercianas en las que se conserva la lengua leonesa.